# Jacques Dufresne (philosophe)
Pour les articles homonymes, voir Jacques Dufresne et Dufresne.
Jacques Dufresne (1941- ) est un philosophe québécois.
En 1998, il a fondé, avec Hélène Laberge, l'encyclopédie électronique L'Encyclopédie de L'Agora, accessible gratuitement par l'Internet.

## Biographie
Jacques Dufresne est né le 11 août 1941 à Sainte-Élisabeth, au Québec (Canada). Il obtient un baccalauréat de l'Université de Montréal en 1960 et une licence ès lettres de l'Université Laval en 1963.
Après des études de langue à l'Université de Heidelberg, il obtient, en 1965, un doctorat en philosophie de l'Université de Dijon, en France. Son sujet de thèse était Simone Weil. De 1965 à 1967, il enseigne la philosophie au Collège Saint-Ignace, à Ahuntsic (Montréal) qui sera par la suite incorporé au Collège Ahuntsic (lors de la création des cégeps), où il continue de travailler comme enseignant au collégial et administrateur de 1967 à 1980. Il y fonde la revue Critère en 1970 et la dirige pendant 10 ans. Il devient directeur du projet Traité d'anthropologie médicale de l'Institut québécois de recherche sur la culture.
Avec Hélène Laberge, il fonde, en 1984, la compagnie L’Agora, Recherches et Communications inc. Une dizaine d'années plus tard, en septembre 1993, ils lancent la revue L'Agora, publiée dix fois par an jusqu'en juin 1996.
En 1994, il publie La démocratie athénienne, miroir de la nôtre, un livre destiné au milieu scolaire. 
Jacques Dufresne voyage au Québec, aux États-Unis et en Europe et y prononce plusieurs conférences. Il collabore avec des journaux comme Le Devoir (1978-1981) et La Presse (1984-1992).
En ce moment, il est surtout connu en tant qu’éditeur du Portail Homo Vivens, dont font partie : l’Encyclopédie de l’Agora, l’Encyclopédie sur la mort, l’Encyclopédie Homovivens, l’Encyclopédie de la francophonie, l’Encyclopédie sur l’inaptitude, L’alter dictionnaire médico-pharmaceutique, le dictionnaire du cinéma anglo-saxon, le site bilingue appartenance-belonging, le site Le citoyen québécois et le Sentier des fleurs sauvages.

## Ouvrages
- Le Cent-millième exemplaire; essai sur la magie du nombre (1975)
- Crise et Leadership (1983), en collaboration
- Traité d'anthropologie médicale. L'institution de la santé et de la maladie (1985), en collaboration avec Fernand Dumont et Yves Martin
- La Reproduction humaine industrialisée (1986)
- Le Procès du droit (1987)
- Le Courage et la lucidité (1990)
- La Démocratie athénienne, miroir de la nôtre (1994)
- Après l’homme… le cyborg? (1999)
- Thomas More (1999)
- Le Chant du cygne (1992) (collectif d'auteurs)

## Wikipédia
Jacques Dufresne est un détracteur de l'encyclopédie Wikipédia. Il affirme, en 2009, que cette dernière propose « une vision du monde non cohérente » qui mène à l'éclatement du savoir, ce qui serait, au niveau intellectuel, la pire des options.
Jacques Dufresne précise sa pensée en 2016 : « Les louables objectifs de neutralité et d’objectivité, l’élimination des jugements de valeur au profit des faits nus (ou prétendus tels) que vise ce haut lieu du Soft Power ont pour effets secondaires d’empêcher l’apparition de tout mouvement d’opposition à l’empire. »